# By Hook or Crook
By Hook or Crook (o By Hook or by Crook) è un film muto del 1918 diretto da Dell Henderson. Prodotto e distribuito dalla World Film, aveva come interpreti Carlyle Blackwell, Evelyn Greeley, Jack Drumier, Frank Doane, Jennie Ellison, Nora Cecil, Alice Chapin, Henry Warwick.

## Trama
Frederic "Freddy" Pritchard è un giovane viziato: suo padre, esasperato, non ne può più e lo avverte che deve mettersi a lavorare oppure sarà diseredato. Freddy, per aiutare la sua ragazza, Gloria Nevins, impara a scassinare casseforti così da poter recuperare dei documenti conservati dallo zio di Gloria, un furfante che detiene tutti i gioielli della famiglia così come il diritto di voto all'assemblea della Motor Works, l'azienda dei Nevins. Freddy, con l'aiuto di Smithson, il suo cameriere, riesce a rubare le preziose carte ma lo zio lo blocca in un magazzino, per impedire di partecipare a una cruciale riunione degli azionisti. Freddie riesce ad evadere, salvando la fabbrica della signora Nevins che lo nomina suo procuratore. Il suo successo negli affari rende finalmente soddisfatto suo padre che adesso acconsente al suo matrimonio con Gloria.

## Produzione
Il film fu prodotto dalla World Film.

## Distribuzione
Il copyright del film, richiesto dalla World Film Corp., fu registrato il 12 settembre 1918 con il numero LU12836. Distribuito dalla World Film, il film uscì nelle sale cinematografiche statunitensi il 9 settembre 1918.
Non si conoscono copie ancora esistenti della pellicola che viene considerata presumibilmente perduta.